# Bacchus (Leonardo da Vinci)
Bacchus (it.: Bacco) ist ein Gemälde aus der Schule des italienischen Renaissancekünstlers Leonardo da Vinci (1452–1519). Es wird um 1517 bis 1520 datiert und befindet sich im Bestand des Louvre in Paris.

## Das Werk

Leonardo da Vinci: Johannes der Täufer, datiert 1513–1516, Louvre, Paris

Das Gemälde zeigt eine sitzende, männliche Figur mit Leopardenfell in einer idyllischen Landschaft. Er weist mit seiner rechten Hand zu seiner Linken. Mit seiner linken Hand greift er den Thyrsosstab und deutet mit seinem Zeigefinger auf die Erde.
Das Gemälde trug ursprünglich den Titel Johannes der Täufer. Im späten 17. Jahrhundert, zwischen den Jahren 1683 und 1693, wurde es verändert und übermalt, um Bacchus darzustellen, den römischen Gott des Weines und des Rausches. Noch 1683 war es im Katalog der königlichen Sammlung des Schlosses Fontainebleau als »Saint Jean au désert« (deutsch: „Der Heilige Johannes in der Wüste“) inventarisiert. Im Jahr 1693 wurde es als »Bacchus dans un paysage« („Bacchus in einer Landschaft“) bezeichnet. Der ursprüngliche Titel wurde durchgestrichen.
Der römische Gelehrte und Mäzen Cassiano dal Pozzo (1588–1657), der das Werk im Jahr 1625 in seinem Originalzustand in Fontainebleau sah, berichtete, dass das Bild weder Würde noch Anstand besitze. In der Tat stellt Leonardo den Heiligen jugendlich und leicht androgyn dar. Es ist möglich, dass man sich zur Übermalung und Umbenennung entschloss, weil die Darstellung des Täufers den damaligen künstlerischen Konventionen widersprach. Die Darstellung gleicht Leonardo da Vincis Gemälde Johannes der Täufer, ebenfalls im Bestand des Louvre, das den Heiligen als Halbfigur mit nach oben weisendem Zeigefinger abbildet.

## Zuschreibung
Der Louvre selbst schreibt das Gemälde Francesco Melzi zu. Die Zuschreibung des Bildes ist umstritten. Das Gemälde basiert nachweislich auf Entwürfen und Skizzen Leonardo da Vincis. Es wird jedoch vermutet, dass es von einem unbekannten Schüler aus der Werkstatt Leonardos ausgeführt wurde. Als mögliche Schöpfer gelten Cesare da Sesto (1477–1523), Marco d’Oggiono (um 1475– um 1530), Francesco Melzi (um 1491/92 – um 1570) und Cesare Bernazano. Die Komposition und das Helldunkel der Farbwiedergabe werden aber vor allem Leonardo selbst zugeschrieben. 